# 2006 AK98
2006 AK98, também escrito como 2006 AK98, é um objeto transnetuniano que está localizado no Cinturão de Kuiper, uma região do Sistema Solar. Este corpo celeste é classificado como um provável cubewano. Ele possui uma magnitude absoluta de 8,2 e tem um diâmetro estimado com 101 km.

## Descoberta
2006 AK98 foi descoberto no dia 5 de janeiro de 2006.

## Órbita
A órbita de 2006 AK98 tem uma excentricidade de 0,049 e possui um semieixo maior de 44,079 UA. O seu periélio leva o mesmo a uma distância de 41,912 UA em relação ao Sol e seu afélio a 46,246 UA.